# Ensalada

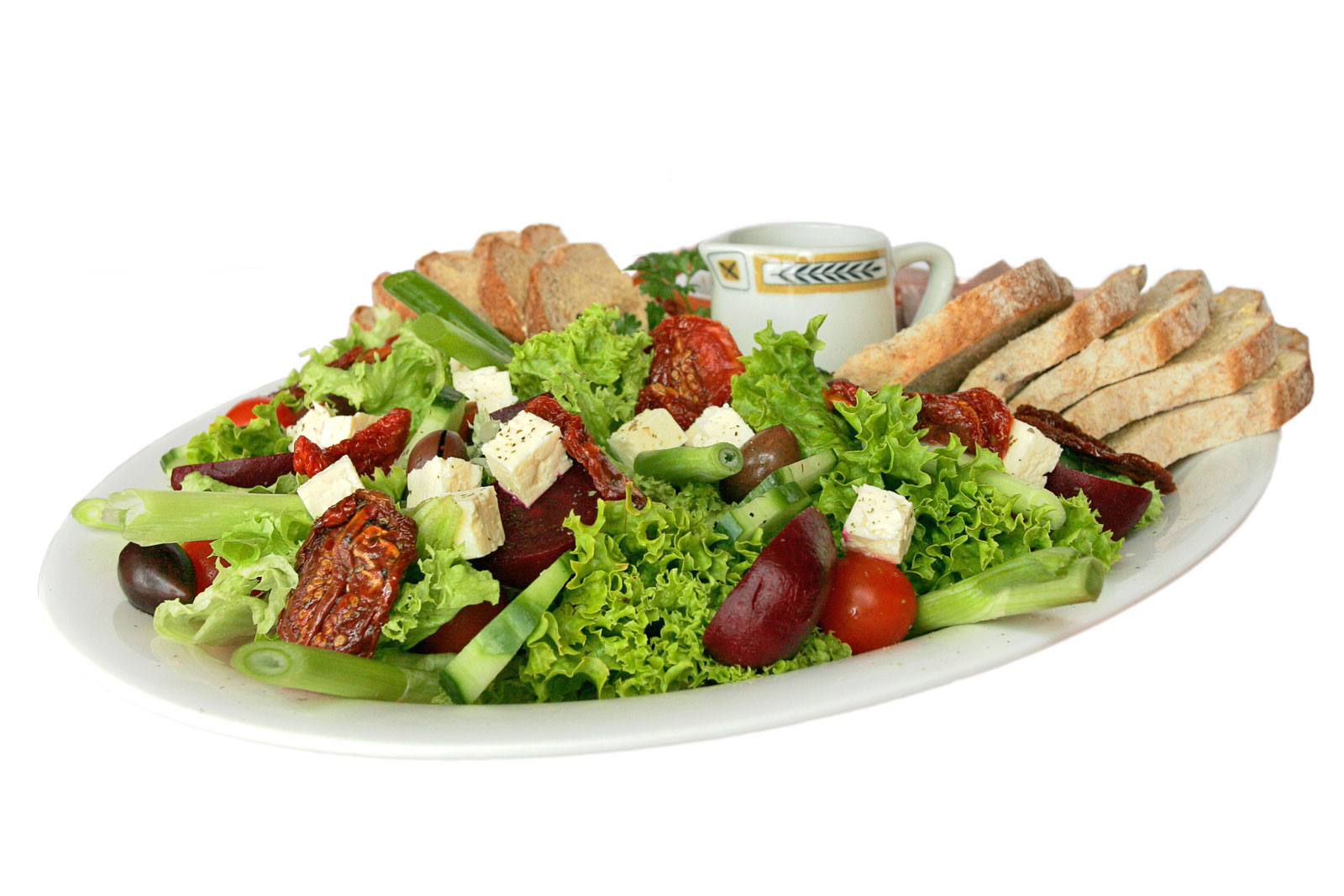
Ensalada surtida

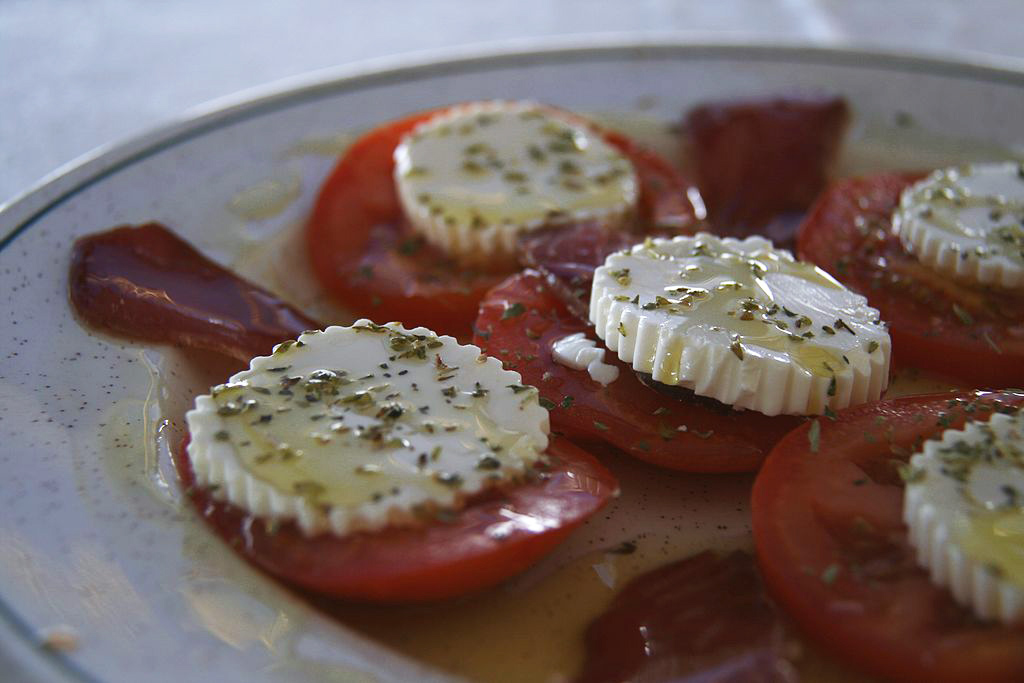
Ensalada de tomate y queso

La ensalada es, en términos generales, un plato que combina verduras frías (como lechuga, rúcula o espinaca) y varias hortalizas cortadas, mezcladas y aderezadas —fundamentalmente con sal, aceite vegetal y vinagre— a las que se suelen añadir otros alimentos. Existen multitud de recetas diferentes provenientes de gastronomías de todo el mundo, por lo que realmente se trata de una familia de platos. Las ensaladas suelen servirse como primer plato, aunque también como plato único, antes o después del plato principal, y muchas veces como guarnición. 
La verdura suele estar cruda, aunque en muchas recetas se cocinan, como en la ensaladilla rusa. Generalmente se entienden como platos crudiveganos, es decir sin procedencia animal, aunque también hay multitud de excepciones a esto. Ejemplos de ensaladas son la ensalada César, el salpicón, el pipirrana, el fattush, el solterito, la ensalada caprese, el golbaengi muchim, la ensalada nizarda, la ensalada Waldorf, el asinan, el empedrat, la ensalada de siete capas, la wurstsalat o el tabbule, solo por mencionar algunas (véase la lista completa en Anexo:Ensaladas). Aunque se considera un plato frío, existen notables excepciones, como la ensalada de patata alemana.

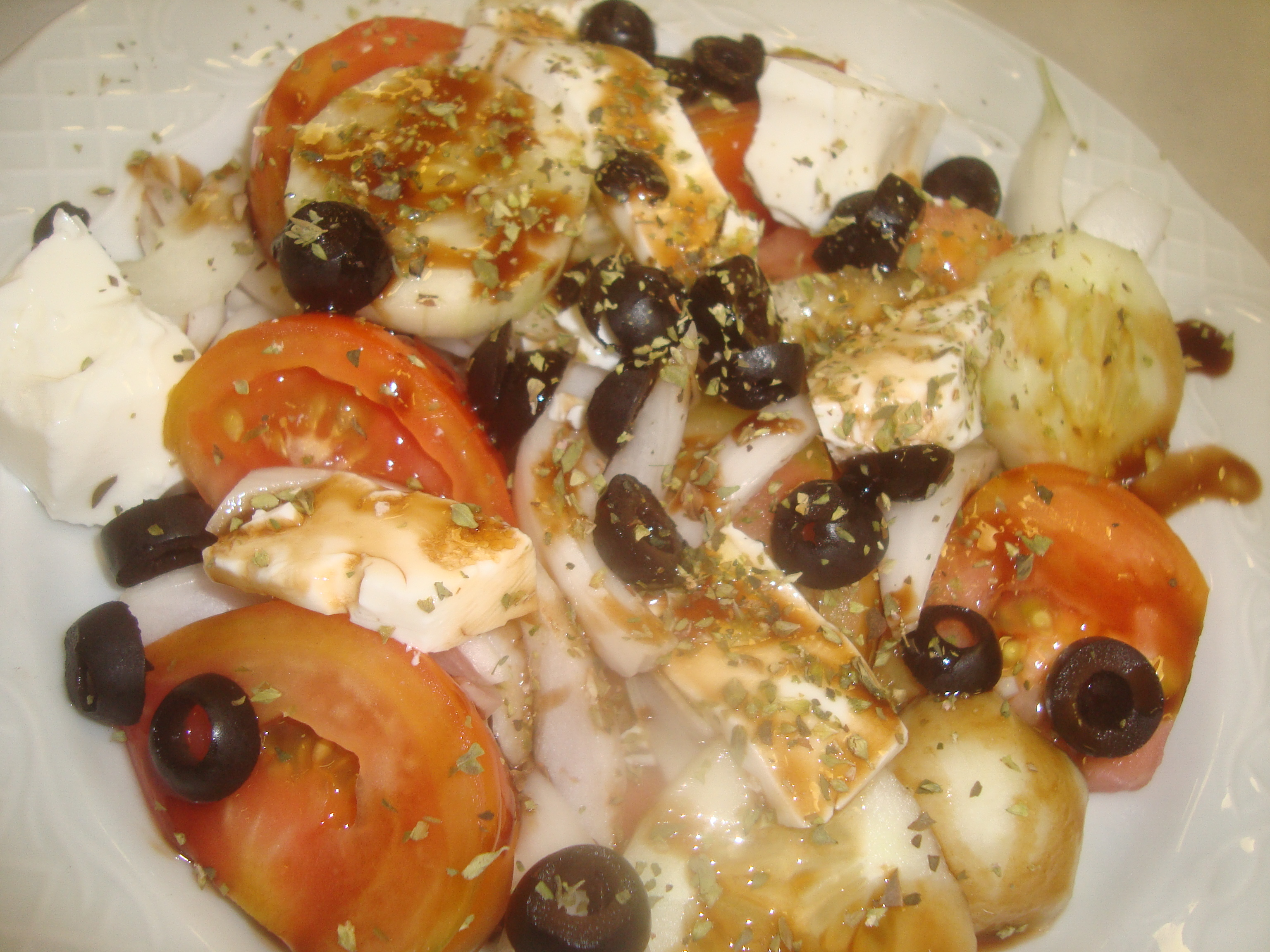
Ensalada griega.

Dentro de la familia de ensaladas existen subfamilias o estilos; Las denominadas ensaladas jardineras son las más típicas y se elaboran con productos del huerto únicamente, siendo su ingrediente principal alguna verdura de hoja. Son por lo tanto aquellas ensaladas veganas a base de hortalizas frescas. Un ejemplo de ensalada jardinera es la ensalada ilustrada. Otra variedad de ensaladas son las ensaladillas, cuyos ingredientes son finamente picados y amalgamados con una salsa espesa, como la mayonesa. Un ejemplo de ensaladilla es la ensaladilla de huevo.

## Etimología

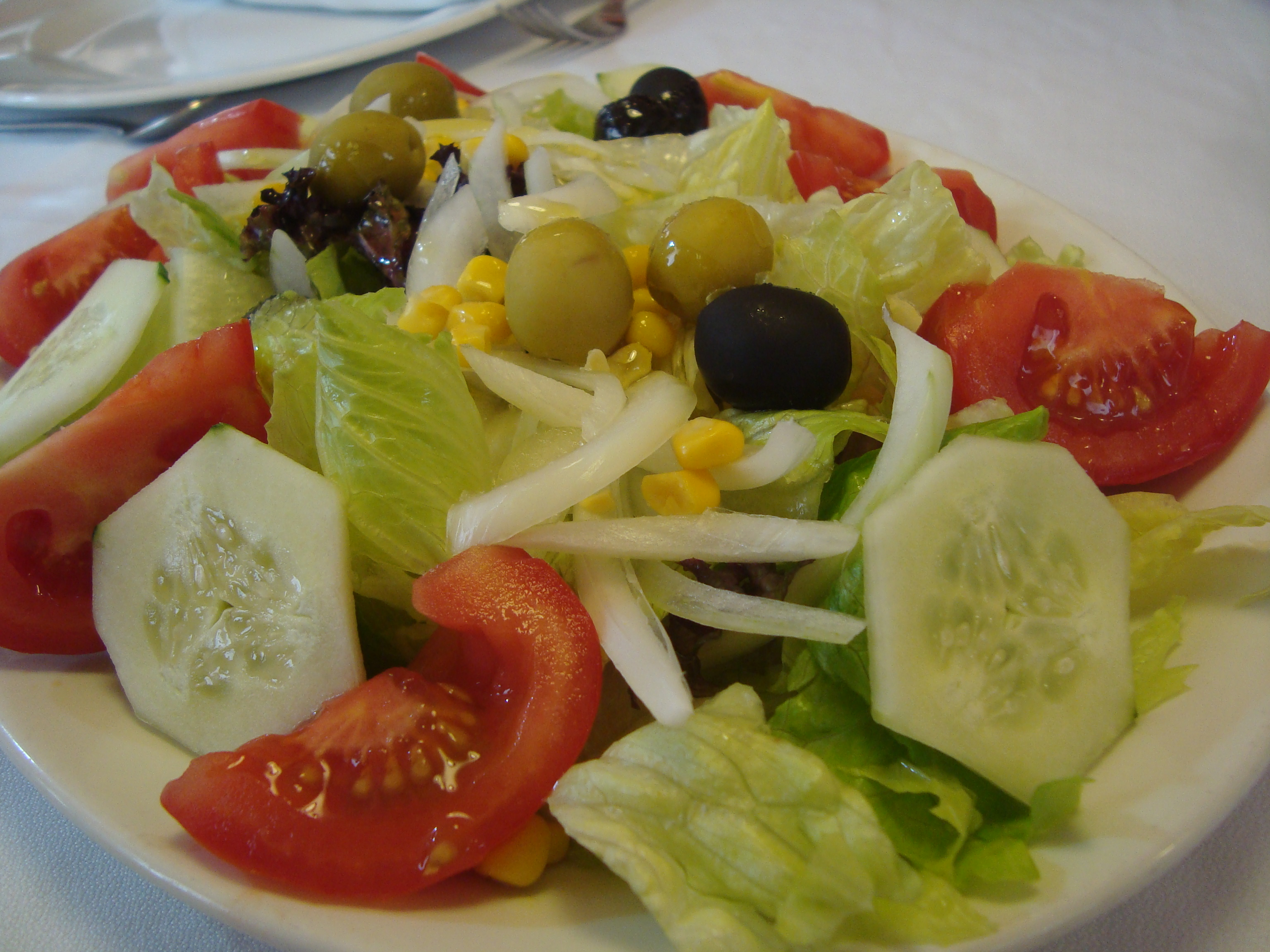
Ensalada de la huerta valenciana

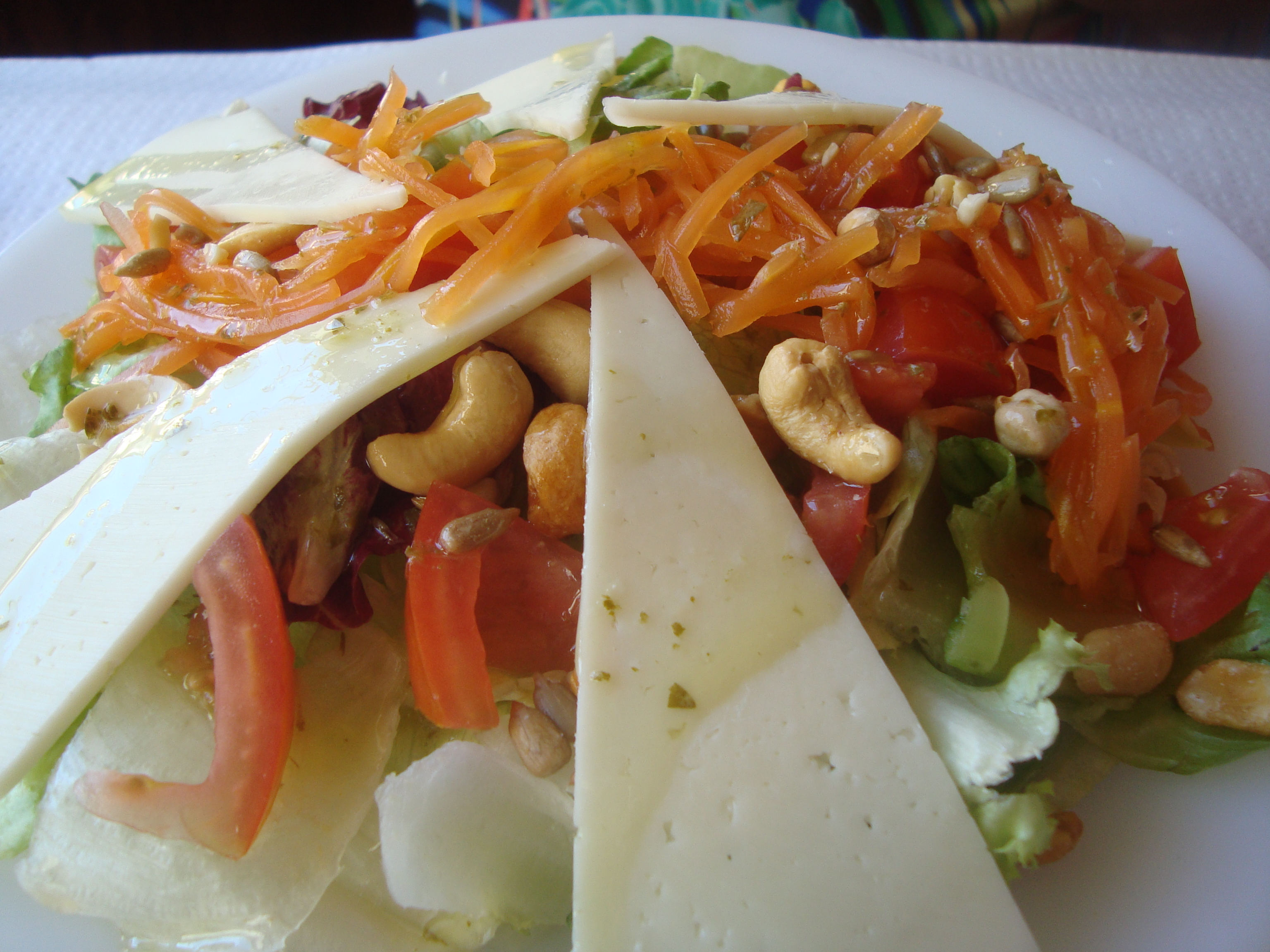
Ensalada variada con queso y anacardos

La palabra ensalada proviene del latín vulgar salata, a su vez forma corta de herba salata («hierbas saladas»). La sal está asociada con la ensalada porque las verduras se condimentaron con salmuera (una solución de sal en agua) o aderezos salados de aceite y vinagre durante la época romana. En la Antigua Roma las verduras aliñadas con aguasal eran un plato popular. 

## Ingredientes habituales
En algunos países, ensalada suele significar la variante más sencilla de esta receta, la llamada "ensalada verde", preparada únicamente con verduras de hojas crudas lavadas con agua corriente, remojadas, enjuagadas o utilizando centrifugadoras especiales, generalmente variedades de lechuga. Sin embargo, hay recetas que también incluyen el uso de otras verduras de hojas más o menos finas, canónigos, berros, valeriana o albahaca, pero también algunas variedades de achicoria, evitando normalmente las amargas, que se utilizan en preparaciones que requieren cocción, como algunas achicorias y con escarola, rúcula, espinacas, col, etc.
Hablamos de "ensalada mixta" cuando a la ensalada de hojas se mezclan otras verduras crudas, también picadas con cuchillo, pelador de patatas, rallador y mandolina u otro utensilio para cortar, normalmente tomates y zanahorias, pero también cebolletas y cebolletas, pimientos, hinojo, pepinos, rábanos, setas, apio, calabacines y flores de calabacín, nabos rojos.
Igualmente tienen cabida las frutas: naranjas, manzana, quizás la fruta más habitual en ensalada, pasas, sobre todo si se le quiere dar un aire oriental, melón, pera, piña.
En ocasiones se mezclan cantidades menores de semillas y frutos secos oleosos, como semillas de amapola, lino, sésamo, girasol y calabaza, piñones, pistachos, maní, almendras y nueces diversas, también machacadas con mortero, cascanueces u otros modelos diversos. de maquinaria trituradora como licuadoras con recipientes adecuados que además permitan la emulsificación con líquidos para la preparación de salsas condimentadas.
También hay recetas que también incluyen la adición de verduras en conserva, como pasas u otros frutos secos rehidratados, aceitunas, berenjenas, alcachofas, jengibre y chucrut en salmuera, agridulces, encurtidos o en aceite, y otros alimentos fermentados, como tempeh frito, o verduras hervidas o al vapor y servidas en ensaladas a temperatura ambiente o no, mezcladas o no con verduras crudas, como col, brócoli, coliflor, maíz o legumbres como judías verdes y judías varias, habas, garbanzos , etc., así como otros alimentos fritos, como plátanos y tofu.
Además, existen recetas de ensaladas a base de otros alimentos farináceos ricos en almidón como patatas o cereales y pseudocereales cocidos con o sin sal, enfriados y luego condimentados con otros ingredientes crudos y cocidos, como ensalada de arroz, ensalada de quinoa, ensalada de espelta para cereales y pseudocereales en cereales más o menos refinados o ensalada de cuscús, ensalada de pasta para productos elaborados a partir de harinas y sémolas de cereales y pseudocereales más o menos integrales.
Pero una ensalada puede llevar además carnes, pescados, queso, entre otros. 
Entre los elementos de origen animal más comunes, están:
- el huevo duro
- el queso de diversos tipos (semicurado, cheddar, mozzarella, de búfala)
- el pescado en conserva, sobre todo el atún, pero también la melva y la caballa.
- el jamón cocido
- el pollo asado, adobado, al cilantro, a la plancha o frito.

## Aliño

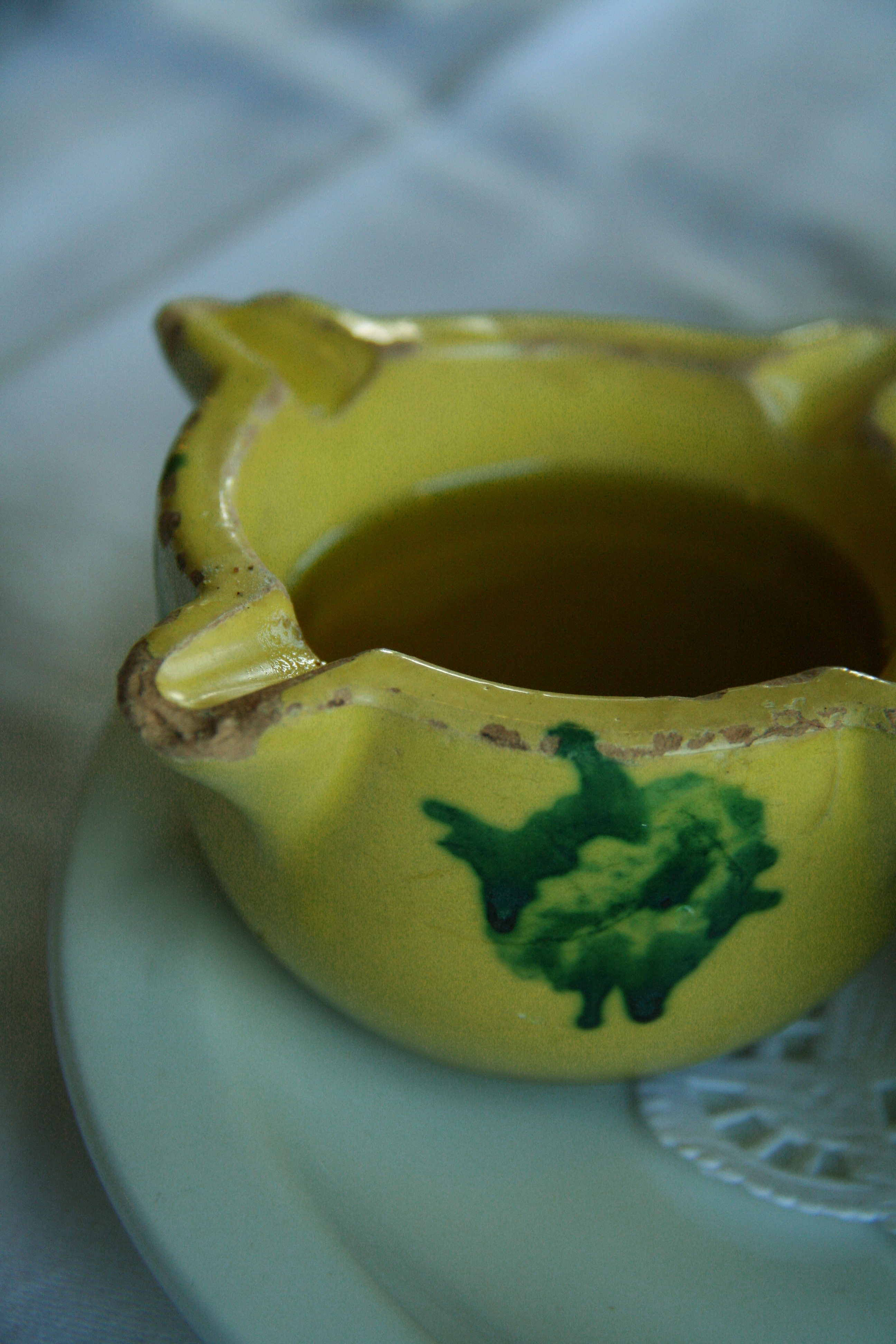
Vinagreta catalana

Existen diversos aliños para ensaladas, algunos comerciales como la crema de ensaladas. Respecto al tradicional aliño a base de aceite, vinagre y sal (vinagreta), en la cocina francesa, se afirma que "para hacer una buena ensalada hace falta ser un avaro para el vinagre, un generoso para el aceite, un moderado para la sal y un loco para darle vueltas". En cuanto al orden de los ingredientes, para aumentar la intensidad de su sabor, es importante añadir primero la sal, luego el vinagre y, por último, el aceite.
El aceite en Argentina es más a menudo de maíz o de girasol, y en cambio en España siempre, o casi siempre, es aceite de oliva virgen extra, aunque se tiende a usar aceites que no amarguen o cuyo sabor no se adueñe de la ensalada. Resultan exquisitos los de hojiblanca, arbequina, cornicabra o empeltre, y el de picual cuando es suave (como el de Baena). Es preferible no usar determinados aceites picuales por su excesivo amargor, ideales en este caso para frituras.
El vinagre por excelencia, para diario, en la Argentina ha sido siempre el de vino tinto, aunque en España ha sido el de vino blanco o el de vino tinto dependiendo de las zonas, y el vinagre de Jerez en ocasiones especiales. Cada vez se extienden más otros vinagres como el de sidra, el "aceto balsámico de Módena", los de vinos dulces (Pedro Ximénez, moscatel, Oporto), de frambuesa, de arroz, etc. Últimamente se usa limón como agente acidulante. Aunque no resulta un mal aliño, la mayoría de las veces se hace por la falsa creencia de que, aliñada con limón, engorda menos que con vinagre. El error seguramente viene de los numerosos regímenes de adelgazamiento que realizan esta sustitución, seguramente por realizar un aporte vitamínico, más que por la diferencia calórica entre el zumo de limón y cualquier vinagre.
Un aliño frecuente es la vinagreta, que en su versión más básica consistiría en batir el aceite y el vinagre con un poco de pimienta molida, aunque puede llevar múltiples añadidos: pepinillos en vinagre o agridulces picaditos, cebolla picada, huevo duro picado, perejil u otras hierbas aromáticas: albahaca, hierbabuena, cilantro, etc.
Otro aderezo frecuente es la mayonesa y sus derivados: salsa tártara, salsa rosa, salsa de mostaza, etc.

## Ensaladas con nombre propio

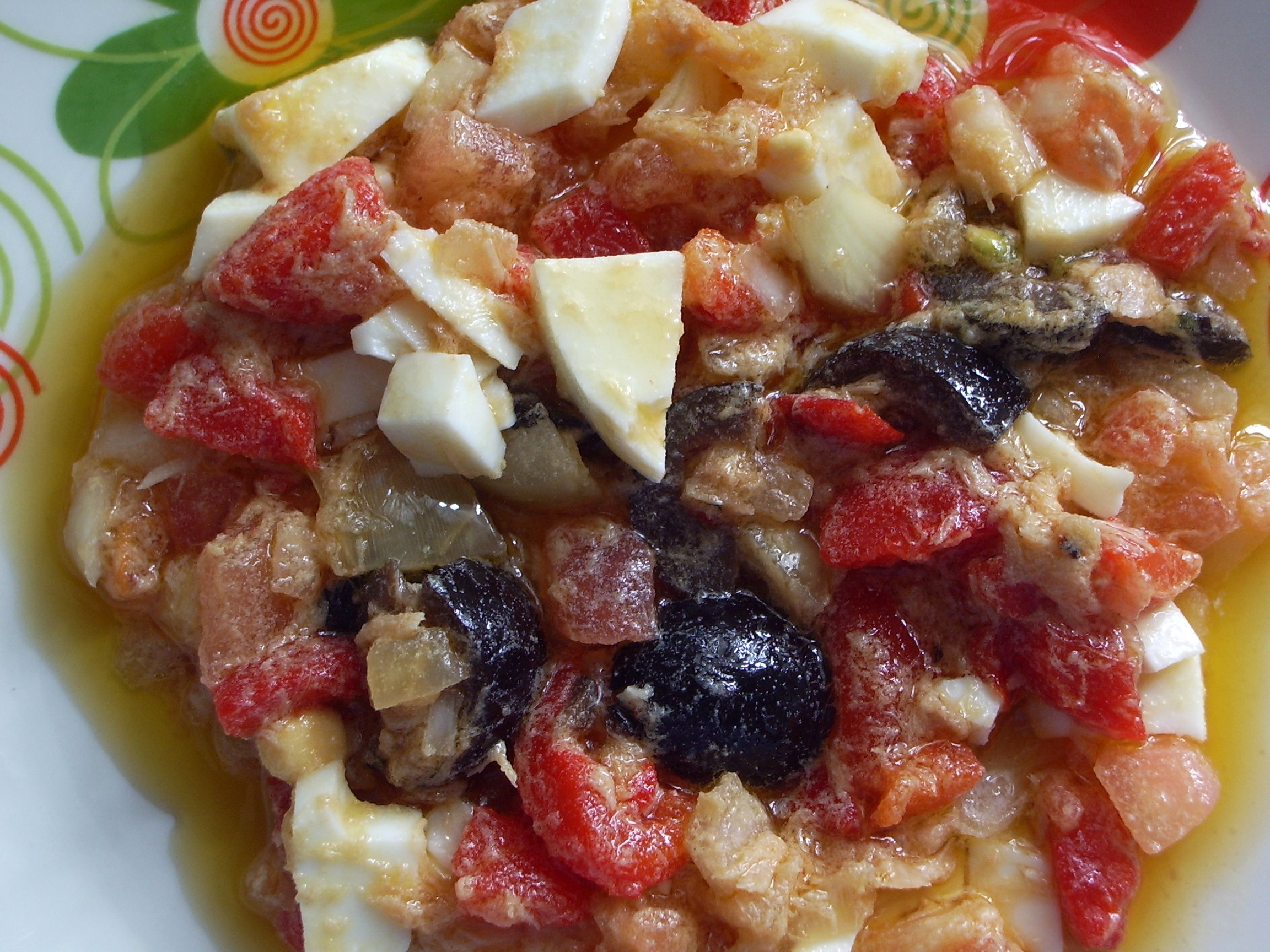
Ensalada murciana

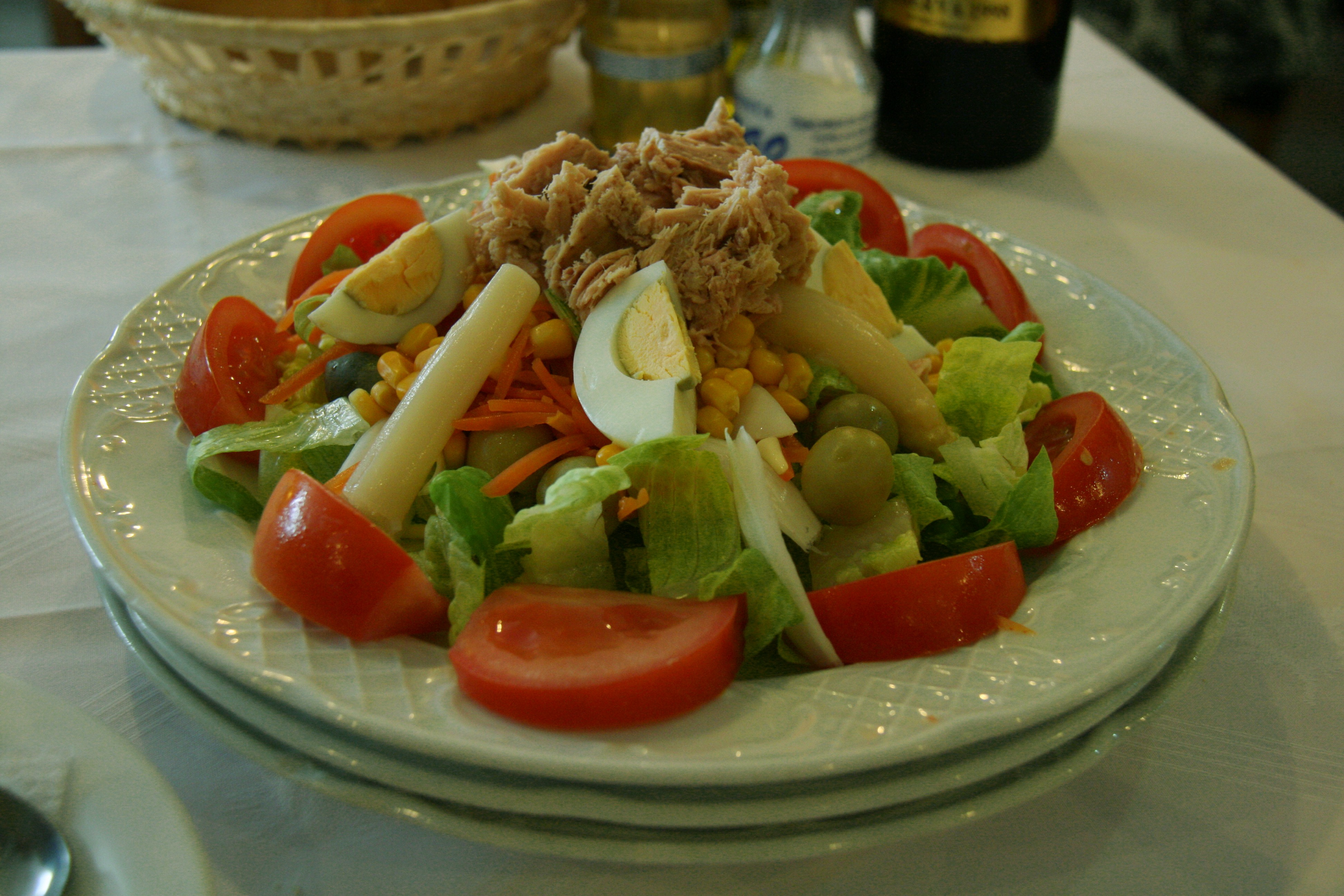
Ensalada campera

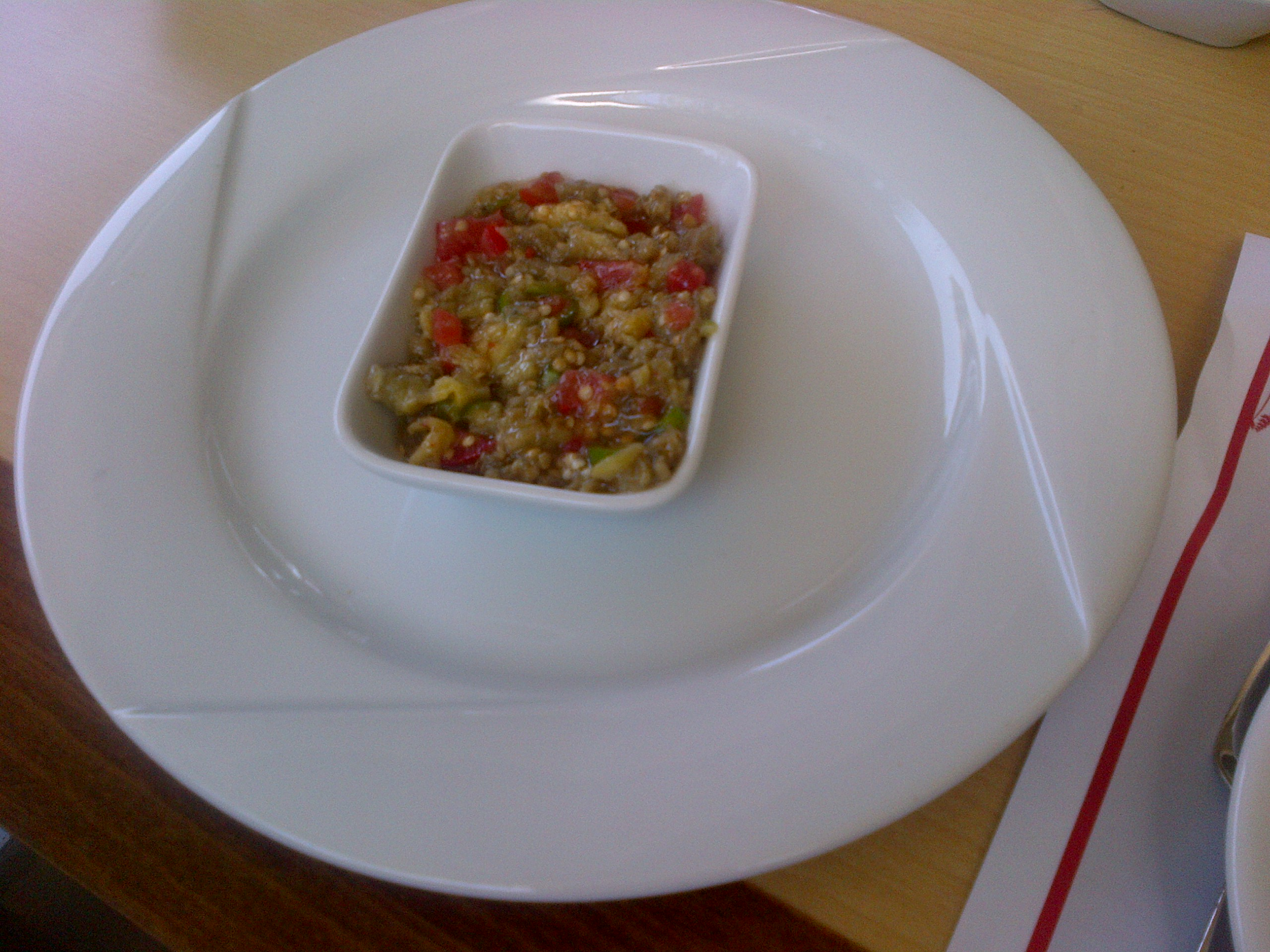
"Patlıcan salata" o ensalada de berenjenas de la cocina turca

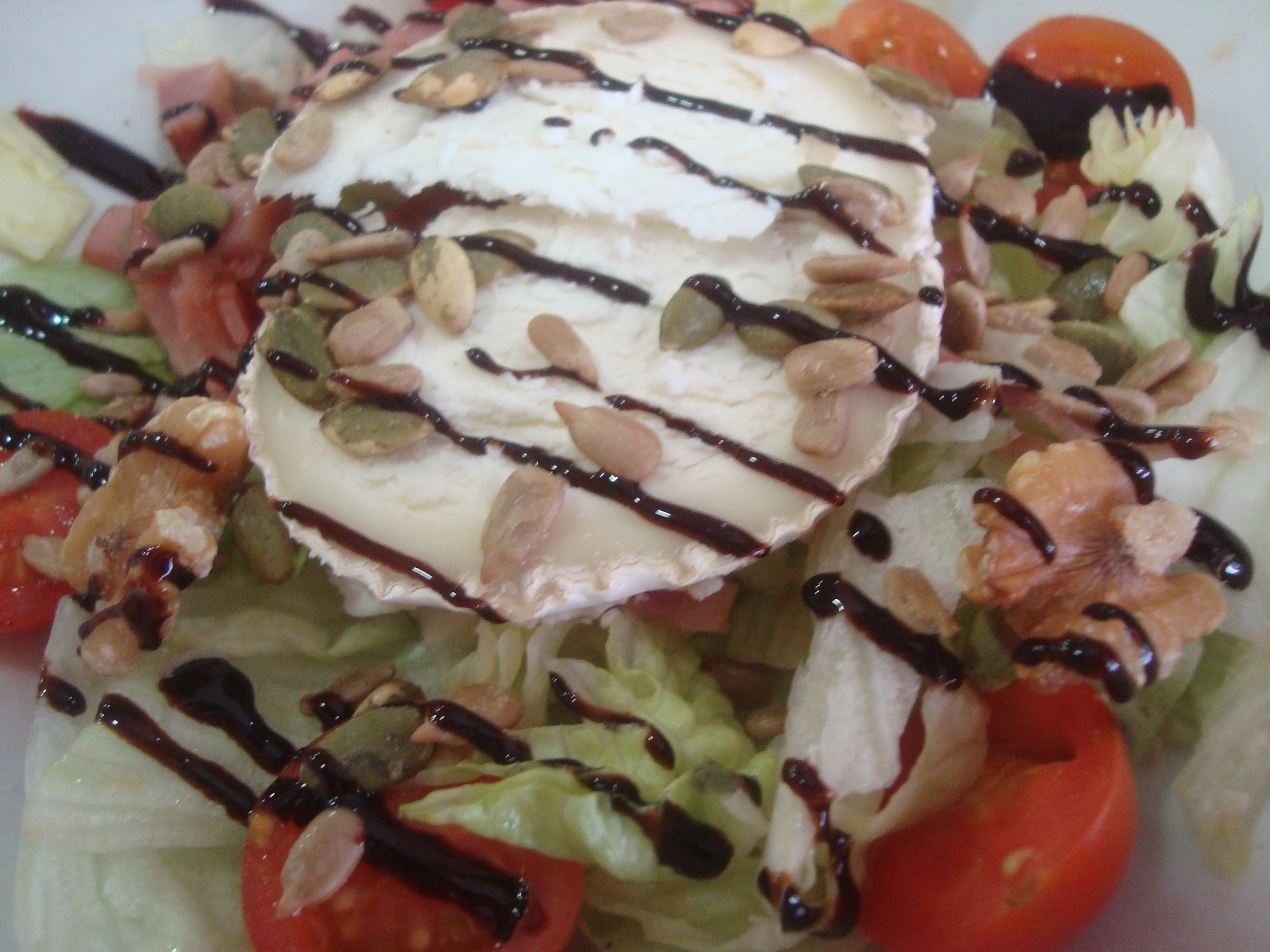
Ensalada con queso y semillas de pipas.

- Ensalada mixta: en España, el término ensalada suele referirse a la combinación de ingredientes como lechuga, tomate y cebolla, aliñada con aceite de oliva, vinagre de vino blanco y sal. Se suele llamar ensalada mixta a la que tiene atún, aunque hay muchos ingredientes que se suelen añadir sin que por ello cambie de nombre el plato, tales como cebolleta, pepino o huevo duro. En Argentina, la ensalada mixta es solo la combinación de lechuga, tomate y cebolla.
- Ensalada campera: Con patata cocida, pimiento, cebolla, tomate y atún, y opcionalmente pepino.
- Ensalada César: Internacional de verdad, ya que se atribuye a César Cardini que vivía en San Diego, Estados Unidos, pero que tenía su restaurante en Tijuana (México) por problemas con la ley seca en los Estados Unidos. Consta de hojas de lechuga aderezadas con una mayonesa que generalmente se prepara en la mesa, ante el comensal, en un recipiente de madera oscura. La mayonesa se prepara con una o dos yemas de huevo crudas, ajo, mostaza, salsa inglesa, pasta de anchoas, limón, un toque de jerez y diversos ingredientes dependiendo del lugar; y se acompaña con rebanadas de pan frito con ajo. Ya en el plato, se le agrega queso parmesano ad libitum. Después se le han añadido otros ingredientes, quizá el más frecuente sea trozos de tocino frito.
- Ensalada china: que tiene lechuga, algas y se adereza con vinagre de arroz.
- Ensalada Elizabeth : Contiene pepino, tomate , huevo frito y aliño.
- Ensalada de col: De Estados Unidos a base de col, cebolla y zanahoria, picados en juliana y con salsa blanca, que viene a ser una especie de mayonesa que lleva leche y ajo.
- Ensalada griega: Con tomate, pepino, cebolla y queso feta cortados en dados, y aceitunas kalamatas (u otras aceitunas negras en conserva, pero las kalamatas dan un toque especial) y aderezado con aceite de oliva y vinagre.
- Ensalada malagueña: Con patata cocida, naranja, bacalao desalado, aceitunas verdes, y aderezado con aceite de oliva, vinagre y sal. Ocasionalmente se adorna con perejil picado muy fino.
- Ensalada mimosa: La ensalada de fiesta de Rusia, es parecida a las flores de la mimosa.
- Ensalada rusa (o ensalada Olivier): Tiene su origen en una ensalada de Rusia, aunque con una disminución considerable de ingrediente, y que consta de patatas y zanahoria cocidas y cortadas en daditos, atún en aceite y mayonesa como ingredientes primordiales. Después y según costumbres locales, puede llevar guisantes, aceitunas (generalmente verdes) e incluso encurtidos variados picados (pepinillos en vinagre, cebollitas, zanahoria en vinagre, etc.; en el norte de España se venden como "variantes" para ensaladilla).
- Ensalada Shopska: Similar a la anterior, pero sin aceitunas. Típica de Bulgaria y de los países balcánicos.

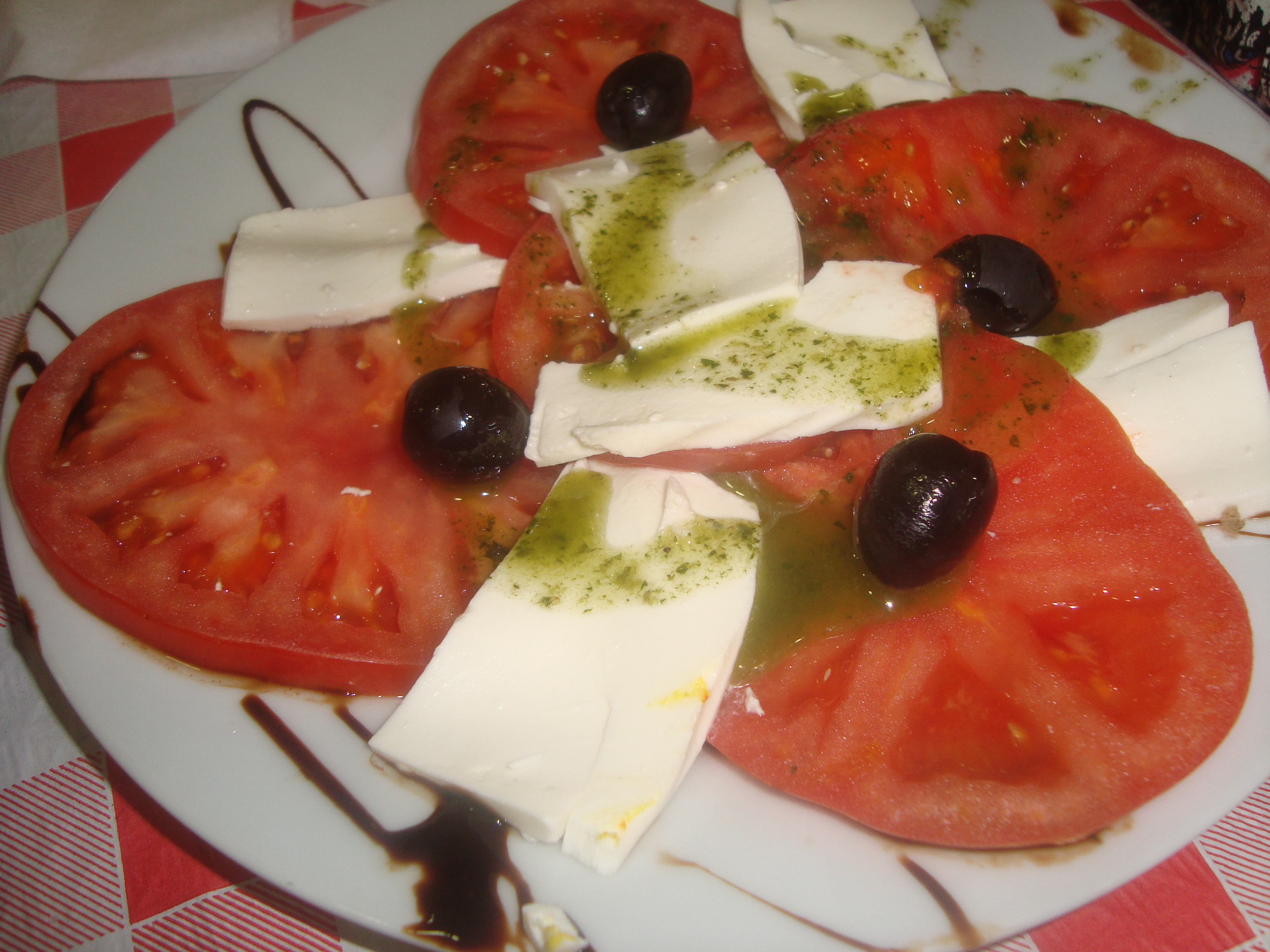
Ensalada Capri.

- Ensalada Waldorf: Hecha base de manzana, nueces, apio y mayonesa.
- Ensalada de pasta: De Italia, es un plato de pasta con tomate, lechuga, etc. y aderezado como una ensalada.
- Hummus: Es un puré de garbanzos con aceite de sésamo, típico de la península arábiga (tanto en cocina árabe como judía).
- Ensalada de patatas o papas (conocida como papas mayo): Ensalada que lleva como ingredientes principales la papa (patata) picada en cuadritos y abundante mayonesa, que con otros condimentos como el aceite, sal, perejil y la pimienta mezclados produce una agradable y sabrosa mezcla.
- Magarzillo (o zaragallada): Es una ensalada de tomate y pimiento rojo asados, pelados y despepitados, cortados en tiras, con atún y aceite (sin vinagre), todo ello bien frío y decorado con huevos duros.
- Pipirrana: Perteneciente a los pueblos de La Mancha, Levante y Extremadura. Se añade atún en aceite o escabeche y huevo cocido, además de cebolla y pimiento verde crudo. Raramente se añaden aceitunas rellenas de pepinillo.
- Tabulé: Viene del Levante mediterráneo, es un plato de sémola cocida (cuscús o couscous) frío, con tomate, pepino y cebolla picados muy finos, aderezado con sal, hierbabuena, aceite y limón. Además de ser fresco, alimenta bastante.
- Ensalada murciana (o moje murciano): La ensalada murciana proviene de la Región de Murcia (España). Se sirve fría en una fuente o plato de grandes dimensiones que preside la mesa. Como acompañamiento se puede servir un vino tinto de la tierra (Bullas, Jumilla o Yecla), o bien cerveza. Sus ingredientes son tomate y cebolla finamente troceados, aceitunas negras, huevo duro, atún, aceite y pimiento morrón.

## Variantes locales

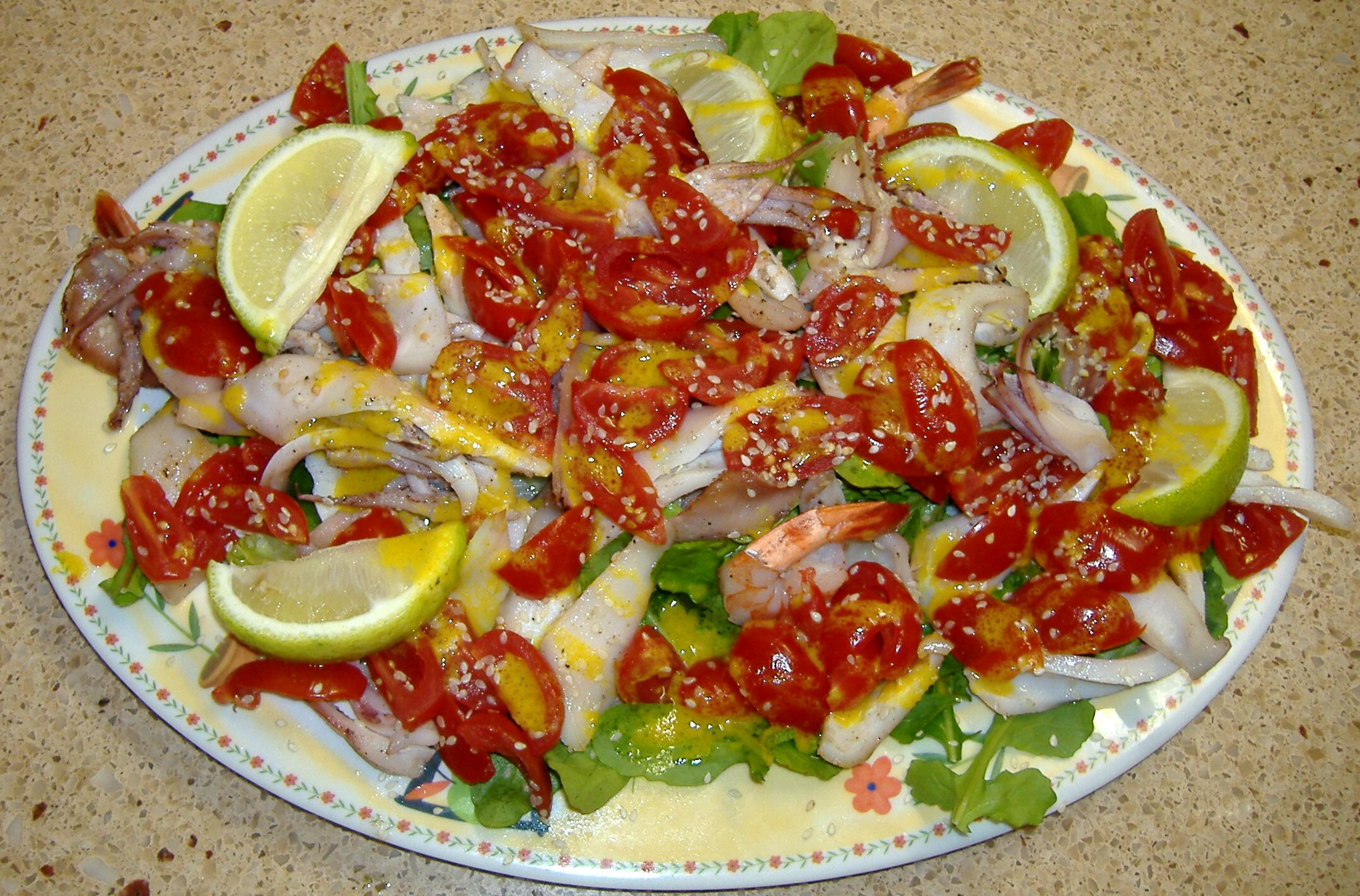
Ensalada de tomates cherry, calamares y gambas.

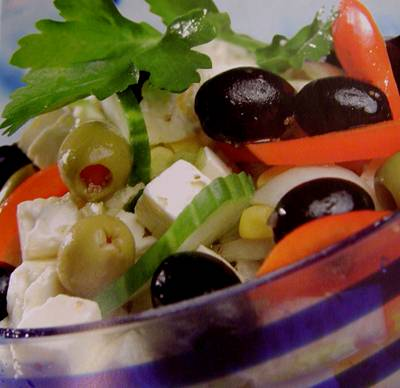
Ensalada griega.

En la cocina siciliana existe la tradicional ensalada de hinojo y naranjas. 
En la isla de Pantelleria se prepara la ensalada Pantelleria, con patatas, tomates, aceitunas, caballa en aceite y alcaparras de Pantelleria. En la cocina piamontesa hay ensalada con cebolla asada y ensalada con  huevos duros. 
En la cocina napolitana es famosa la ensalada de marisco con pulpo cocido, sepia, calamares y gambas aderezada con aceite de oliva, zumo de limón y perejil picado. Durante la época navideña se utiliza una ensalada de refuerzo, con coliflor hervida, aceitunas, boquerones en salazón y encurtidos, todo ello aderezado con sal, aceite y vinagre. Entre las ensaladas características de la cocina piamontesa se encuentra la salada dij prà, elaborada con hojas de diente de león (que se llama girasol).
En la cocina griega existe la ensalada griega, con tomate, cebolla, aceitunas negras, queso feta y orégano. 
En Estados Unidos es famosa la ensalada César hecha con lechuga romana, picatostes fritos, queso parmesano y otros condimentos, que a menudo se vende ya mezclada con una salsa de aderezo especial.

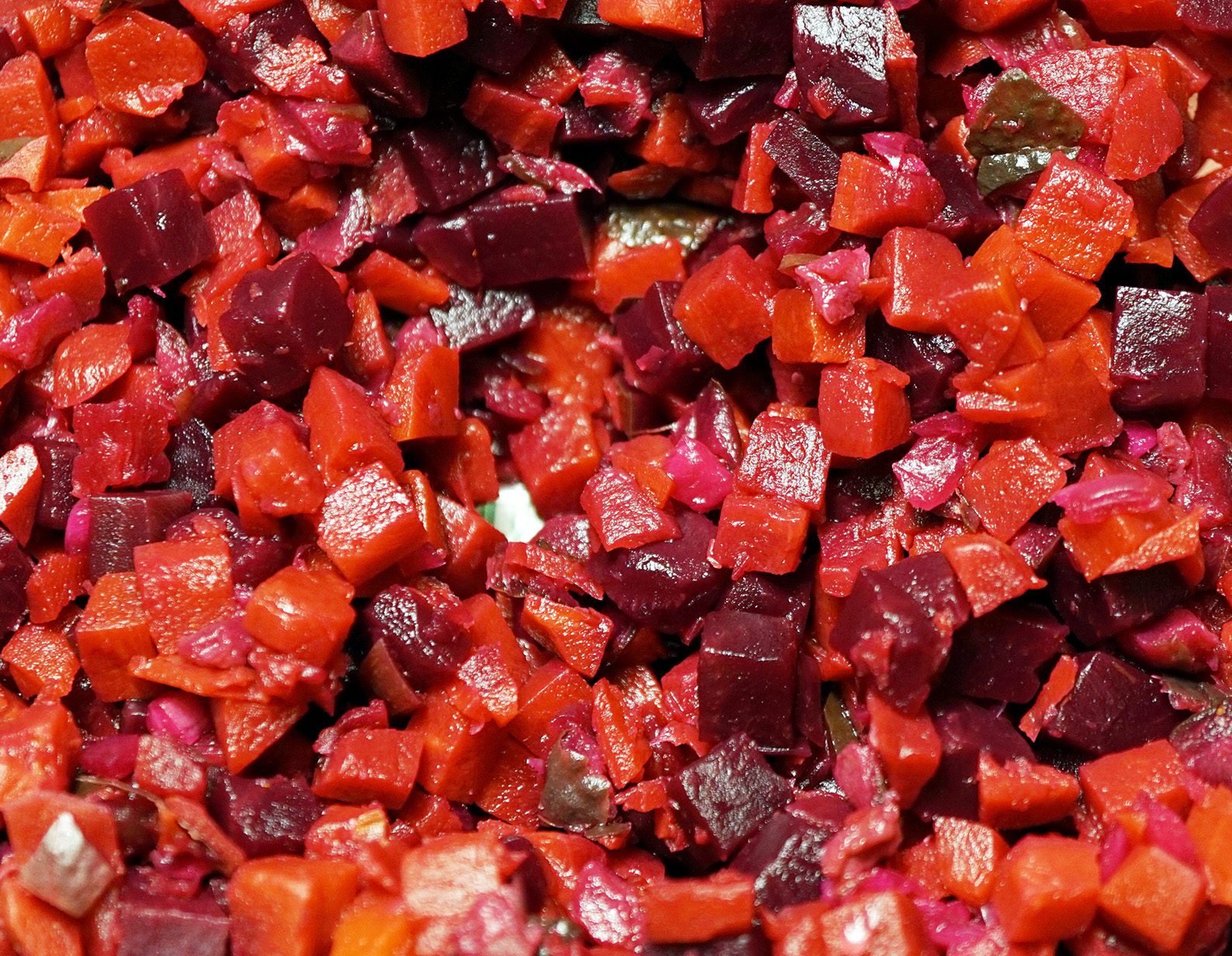
Los rosolli.

En Finlandia, un plato típico navideño es el rosolli, una ensalada de remolacha, patatas, zanahorias y, a veces, arenque, cebolla o manzana en escabeche.

## Récord de ensalada

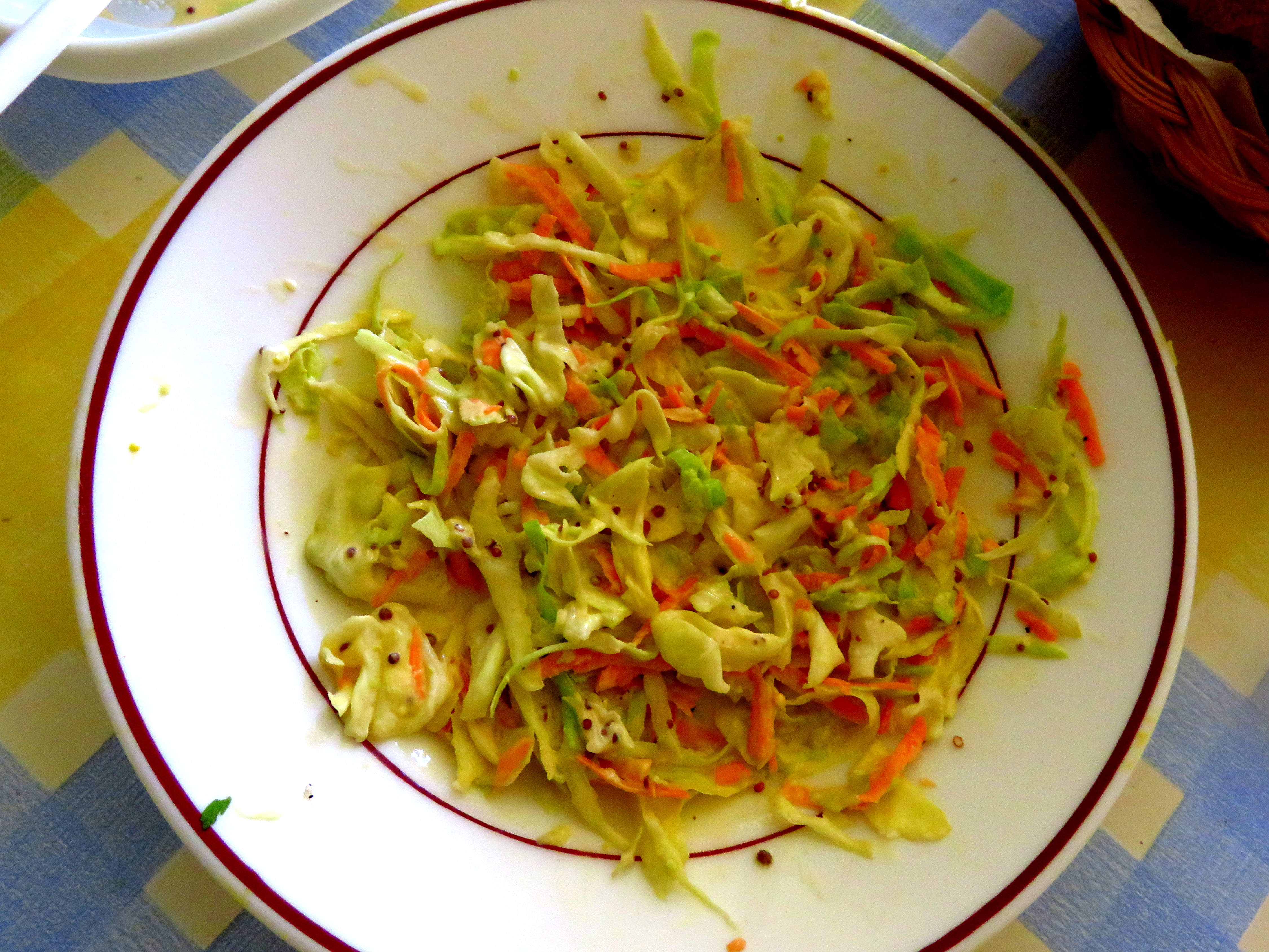
Ensalada de col o ensalada americana

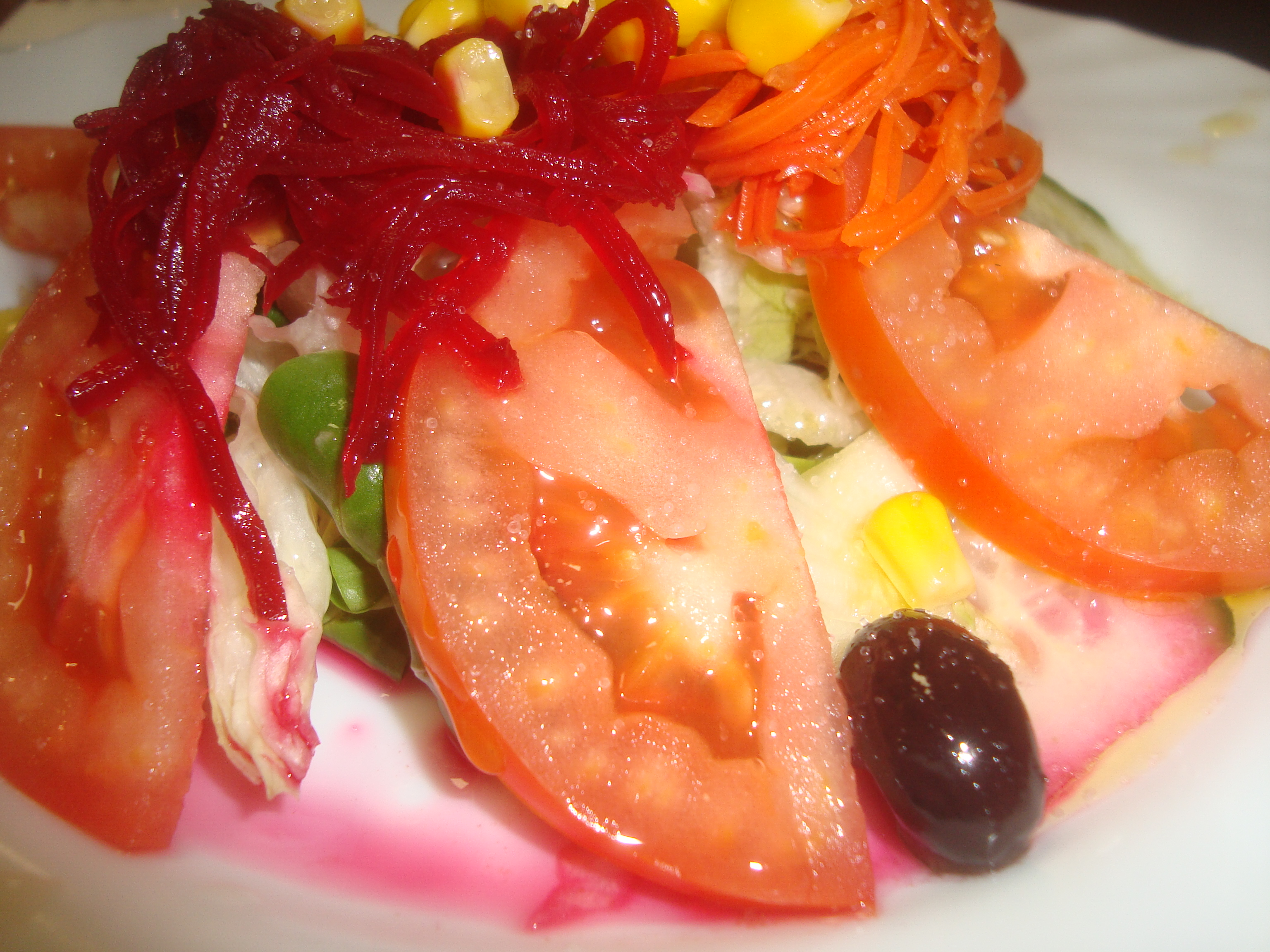
Ensalada con tomate.

El moshav (asentamiento) de Sde Warburg, Israel, tiene el Récord Guinness de la ensalada más grande de lechuga, con un peso 10 260 kg. El evento, celebrado el 10 de noviembre de 2007, fue parte de la celebración del 70.º aniversario de la fundación del moshav. La ensalada fue vendido a los participantes y espectadores por igual por 10 NIS por cada recipiente, aumentando 100 000 shekels (más de 25 000 USD) en beneficio de Aleh Neguev, un pueblo de rehabilitación para adultos jóvenes que padecen graves discapacidades físicas y cognitivas. General de División (reserva) Doron Almog, el presidente de Aleh Neguev estuvo presente para aceptar la donación y elogió a los residentes, que había crecido la lechuga y la ensalada preparada en el moshav. El esfuerzo de los voluntarios para preparar la ensalada se llevó todo el día y la mayoría de los residentes, que van desde muchos de los fundadores del moshav a los niños pequeños, participaron.